# 野球ボール
本項目では、野球競技で使用されるボール（野球ボール〈やきゅうボール〉）についての概説を行う。英語ではbaseballは野球ボールの意味もある。
日本の野球には硬式球（こうしききゅう）・準硬式球（じゅんこうしききゅう）・軟式球（なんしききゅう）の3種類の規格のボールが存在する。使用するボールにより硬式野球・準硬式野球・軟式野球の3つの野球形態に分かれる。

## 種類

### 硬式球
硬球（こうきゅう）とも呼ばれる。1878年にスポルディング社が開発した。コルクやゴムの芯に糸を巻き付け、それを牛革で覆い、縫い合わせて作られる。原則として1球あたりの縫い目は108個とされている。「硬式」の名の通り非常に硬く、死球や打球が身体に直撃した場合は打撲や骨折等の怪我をする場合もある。
重量141.7-148.8g、円周22.9-23.5cmと公認野球規則により定められている。プロ野球で使われる硬球は公式球（こうしききゅう）と呼ばれる。ボールの反発力のテストがコミッショナー事務局によって行われ、このテストで算出される時速270キロ（ボールとバットの標準的な相対速度）時における反発係数が0.4034-0.4234の基準を満たすボールが合格となり、ボールに公認マーク（日本野球機構マーク、証明用ホログラム、プロ野球コミッショナー署名、以上3つの印刷）が付けられる。
日本プロ野球 (NPB)
日本プロ野球 (NPB) の公式球の供給メーカーは1980年で9社、2010年以前はミズノ、ゼット、アシックス、久保田運動具店、那須スポーツ、SSK、松勘工業の7社だったが、2010年はミズノ、ゼット、アシックス、久保田運動具店の4社であった。メーカーによって材質や製法などが多少異なっており、機能面に若干の違いが見られる（飛びやすい/飛びにくい、握りやすい/握りにくい、など）。主催球団の判断で4社のボールの中から公式球が選択・使用されていた。公式球は少量のみ販売されている。また、困難ではあるが一軍公式試合でファウルボールまたはホームランボールとしても入手可能である。
2010年1月19日に開かれた日本プロ野球組織実行委員会では、ワールド・ベースボール・クラシックなどの国際試合の増加や、後述する「飛ぶボール」問題に対応し、ボールの規格を世界的に統一するため、2011年以降のNPB公式戦での公式球の1社に独占的に供給させることが決定され、2011年には全球団ミズノ社製の統一球が使用されている。
なお、1年間に使用される全12球団の一軍試合球の総数（練習・ブルペン用なども含む）は、約2万5000ダース（約30万個）にも達するといわれる（2013年時の情報）。また、輸送・通関のトラブルなどに備えて1万ダースを常備することも求められているという。
メジャーリーグベースボール (MLB)
1842年頃から現在の野球に近いルールでプレーしていた初の本格的野球チーム、ニューヨーク・ニッカーボッカーズが最初の6、7年間は自分達でボールを縫っていたように、当初のボールは手製であり、勝利チームが敗戦チームから賞品として受け取れる貴重品だった。南北戦争が終結した1860年代後半になると一気に野球熱が高まり、多くのメーカーがボールを生産するようになった。メジャーリーグベースボール (MLB) の公式球は1878年から1976年まではスポルディング社が、1977年からはローリングス社が独占供給していて、2014年現在はローリングス社コスタリカ工場で生産されているものを使用している。NPB公式球が野球規則に定められた大きさ・重さのほぼ下限であるのに対し、MLB公式球はほぼ上限であるため、日本の公式試合球よりも若干大きく、重い。表面の牛革の質感は日本のものよりもツルツルとした滑らかなもので、縫い目も日本のボールより高く、空気抵抗の違いから同じ握り・投げ方の球種でも日本の公式球とは変化の度合いに違いが出る。

#### 硬式球の反発力検査
NPBでは、全ての試合使用球に承認印を押すことになっているが、この際に規定内の反発力であることが条件となっている。反発力検査はシーズン中に2週間に1回程度行われ、大きさの基準に合格したそれぞれのメーカーのボールの中から1ダース取り出して検査される。試験方法はマシーンでボールを射出して壁に当てる方法で、壁に当たる前の速度と跳ね返った後の速度を計測し、その比から反発係数を求めている。
しばしば、シーズンごとのボール反発力の違いにより、国内外プロ野球で議論が噴出することがある（詳細後述）。

#### その他の加工
シリアルナンバー付のボール
MLBでは、特に注目度の高い打撃記録の更新が迫ってきた際に、リーグ機構が特別にシリアルナンバーやホログラムシールのついた試合球を用意する。これは記録達成時に使用されたボールを特定する印をつけることで、オークション等へ偽物が出回ることを防止するための処置である。これまでシリアルナンバー付のボールが使用された例としては、バリー・ボンズの通算本塁打記録達成時、アレックス・ロドリゲスの最年少500本塁打達成時（いずれも2007年）、イチローのシーズン最多安打記録達成時（2004年）などがある。

### 準硬式球
準硬式野球で利用されるボールで準硬球（じゅんこうきゅう）とも呼ばれる。芯の作りは硬式球と同じだが、表面に牛革では無くゴムを用いて作られるボール。製法面、硬さの面で硬式球と軟式球の中間に位置し、広義の軟式球に含まれる。

### 軟式球
軟式野球で使用されるボールで軟球（なんきゅう）とも呼ばれる。公認野球規則書によれば素材は直径・重量・反発等の違いでm号球(中学生以上)とJ号球(小学生)に大別される。ボールにはハートのマークが刻印されている。下記の表の反発は150cmの高さから大理石板に落として、跳ね返った高さを測定したもの。
| 号  | 直径        | 重量         | 反発         |
| --- | ----------- | ------------ | ------------ |
| M号 | 71.5-72.5mm | 136.2-139.8g | 70.0-90.0 cm |
| J号 | 68.5-69.5mm | 128.2-131.8g | 60.0-80.0 cm |

### Kボール
ゴム製でありながら、硬式球に近い特性を持つボール。軟式野球から硬式野球への移行をスムーズにする目的で2000年に開発された。2015年から2017年の間はKWBボールと呼ばれていた。

## プロ野球公式球の「飛ぶボール」「飛ばないボール」の問題
プロ野球で使用される硬式球の製造過程における何らかの要因で反発係数が上がったり、重量が軽くなることで飛距離が著しく上昇するボールは飛び跳ねるウサギに例えられ、「ラビットボール」、「飛ぶボール」などと呼ばれることがある。ラビットボールは本塁打が出やすいことで、走塁や盗塁などのプレーの重要性や観戦の醍醐味が損われるとしてしばしば批判の対象となる。
1910年の飛ぶボール
MLBでは1910年のワールドシリーズに初めてコルクを芯にした飛ぶボールが使用された。このボールを使用した翌1911年シーズンでは3割打者が前年の30人から57人に増えた。
1931年の改善
飛ぶボールによって本塁打が増えすぎ、批判が起きたために1931年にはコルクをゴムで包み、投手が握りやすいように縫い目を高くする改善が行われた。
1948年 - 1950年のラビットボール
イシイ・カジヤマ（ジュン石井）が製造したボール自動製造機械によって製造されたボールの通称。1948年9月にNPBに試験導入され、翌1949年から1950年まで全面的に使用された。それまでほぼ手作りだったボールが、この自動製造機械導入で精度が格段に上がった。材質面では、戦時中より粗悪品のままだったものを機械導入を期に大手毛糸会社と契約を結ぶことで、質の高いボールを製造できるようになった。材質の改良に加えて、電気乾燥機で湿気を飛ばす製造手法も反発力向上の要因となった。このボールの導入によって本塁打数が劇的に増加。この後に反発力の規定が作られた。
1978年 - 1980年の飛ぶボール
当時のミズノ社製のボールが他社のボールと比べて10数メートル飛距離が出る反発力の高いボールであったことが原因である。1978年には阪急ブレーブスが導入し、打率・本塁打数・得点数でリーグ1位を記録し、優勝した。次に、それを知った近鉄バファローズが1979年に導入し、リーグ1位の打率・本塁打数を記録して初のリーグ優勝を遂げた。
1980年にはパシフィック・リーグ3球団でチーム本塁打数が200本を超え、リーグ全体で1196本（1球団平均199.3本）もの本塁打が出た。この事態を重く見た、時のプロ野球コミッショナー下田武三の指示により、反発力テストの規定を見直した。
2000年代前半の飛ぶボール問題
2001年頃のミズノ社製のボールが他社製のボールと比べ反発係数が高く、飛距離が出やすいと言われていた。例えば、東京ドームでの1試合あたりの平均本塁打数（公式戦）は1988年は1.31本（112試合で147本）だったのに対して2004年は3.43本（76試合で261本）と本塁打率が2.6倍以上に増加していた。また、2004年、規定打席に到達した3割打者は36人（セ21人、パ15人）にものぼった。その他、2003年にミズノ社製に切り替えた横浜ベイスターズは、本塁打数を前年比95本増加させた。2004年のシーズンで中日ドラゴンズは本拠地のナゴヤドームで使用するボールの一部を対戦相手によってミズノ社製からサンアップ製（ミズノ社製のものより飛ばないとされている）に切り替えた。これらが問題視された2005年にはミズノ社が新開発した「低反発球」が巨人、横浜、ソフトバンクら8球団に採用された。その結果、2005年の総本塁打数は247本減少した。2010年には、両リーグ11球団でミズノ社製が採用されていたが、依然、他社製に比べると打球の飛距離が伸びやすいと言われている。
2010年代前半の統一球に関する問題
NPBで2011年度より採用した、ミズノ製の低反発ゴム材を用いた統一球が、MLB公式球より反発係数が低い傾向にあったこと、また2013年度に調整が行われたことによる混乱（詳細後述）。

### 2010年代前半の統一球に関する問題

#### 2011年と2012年に使用された統一球および2013年の統一球変更問題

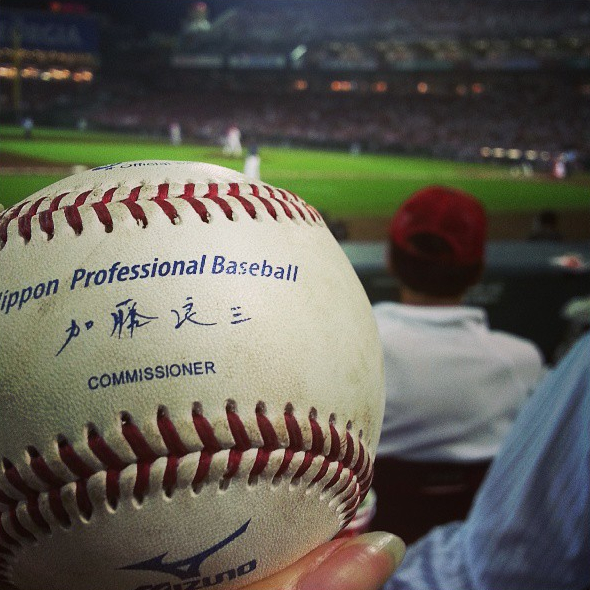
2013年に日本プロ野球で使用された統一球。時のコミッショナー・加藤良三のサインが印刷されている。

上記の通りそれまでは球団ごとに異なるボールが使われていたことに対する批判や、WBCなどの国際試合で採用されるボールに近づけるという目的などから、2011年度から12球団全てでミズノ製の低反発ゴム材を用いた統一球を採用した。ミズノ社は飛距離を約1メートル抑えられると説明しているが、ストライクゾーンの変更など諸条件と合わせた結果、両リーグあわせて2010年の本塁打数と比べると1605本から939本に激減した。
統一球は、MLBの球よりも飛ばないとされており、実際にMLBの公式球と統一球を同じ高さから落とした場合、MLBの公式球がより高く弾む傾向があった。特に2012年は開幕から4月25日まで全球団で123試合中38試合が完封試合という異常な投高打低を記録した他、日本で行われた読売ジャイアンツ及び阪神タイガースとシアトル・マリナーズ及びオークランド・アスレチックスとの親善試合において統一球を打ったMLBの打者やMLBの使用球を打ったNPBの打者複数から「明らかにメジャー球の方が飛ぶ」との証言も踏まえ、4月24日に選手会が統一球を検証する要求を出した。また、もう1つの目的であった国際大会への順応という面でも、2013 ワールド・ベースボール・クラシック（WBC）の使用球とは全く異なるものであり目的を果たしたとは言い難い結果に終わった。
2013年6月11日、NPBは会見で過去の反発力検査でボールの反発係数が基準値以下になることがあったと発表した。2011年の抜き打ち検査ではほぼ基準内に収まっていたが、2012年の検査では複数の球場から集められたボールの反発係数の平均値が、NPBの基準である平均反発係数の0.4134 - 0.4374を大幅に下回る0.408を記録することもあったという。しかし、実際には2011年の検査4回、2012年の検査3回の全てで平均値が規定を下回っており、2010年以前にも規定を下回るボールが使用されていた事が判明した。また、飛距離の低下は仕様上1メートル程度であったが、専門機関の調査では3メートル短くなるという実験結果も出た。それに伴い、2013年度より下限値を下回らないよう2012年の夏にミズノ社に要請した事も明らかになった。元々、選手の間では2013年になってボールが飛びやすくなったのではないかと噂されており、アンケートでは73パーセントの選手が「今年（2013年）のボールは飛ぶ」と回答していた。1試合あたりの平均本塁打も2011年、2012年よりも増加していた。実際に2012年のボールと2013年のボールを割って調べてみたところ、球の中心にあるコルク材の感触が2013年になって硬くなっているという調査結果もあった。
NPB側はミズノ社側に「ボール仕様の調整は公表しないでほしい」と要請するなど、この事実を隠蔽、また選手会には「仕様は変わっていない」と虚偽の説明をしていたが、6月11日の記者会見で変更したことを認めた。
統一球変更によって生じた本塁打の記録を以下に記す。
- 4月29日に横浜スタジアムで行われた横浜DeNAベイスターズ対東京ヤクルトスワローズ戦で、ウラディミール・バレンティンが放った2本と、トニ・ブランコが放った1本、計3本が場外へと消えた。なお、この試合は両チーム合わせて7本の本塁打を記録した。
- 5月3日にクリネックススタジアム宮城で行われた東北楽天ゴールデンイーグルス対北海道日本ハムファイターズ戦で、中田翔が1試合3本塁打を記録した。統一球導入後、日本人による1試合3本塁打は初。
- 5月18日に行われた全6試合で、合わせて22本塁打を記録した[注 3]。
- 6月5日に東京ドームで行われた読売ジャイアンツ対北海道日本ハムファイターズ戦で、陽岱鋼が放った本塁打がJR東日本の看板を直撃した。統一球導入後、東京ドームでの看板直撃本塁打は初。ただし2012年9月11日に広島東洋カープのブラッド・エルドレッドが看板を超える本塁打を放っている。

加藤良三コミッショナーは混乱を招いたことについて謝罪する一方で、加藤の了承の上で変更が行われたという下田事務局長の主張について「昨日まで全く知りませんでした。」と否定し、責任を追及する記者に対しては「不祥事を起こしたとは思っていません」と答えた。しかし、実際には統一球検査の報告を随時受けていたことが取材で発覚しており、これにより加藤コミッショナーが辞任に追い込まれる事態にまで発展した。

#### 2014年以降
2014年1月20日、NPBは統一球の反発係数基準値を従来の「0.4134 - 0.4374」から「0.4034 - 0.4234」に変更した。2014年シーズンが開幕すると、NPBによる抜き取り検査の平均値が基準値「0.4034 - 0.4234」を上回った「0.426」であることが明らかになり、ボールメーカーであるミズノ社によってボールの回収と在庫品の選別、今後の製造工程における対策が発表された。その結果、基準値に基づく検査は許容範囲が狭く「違反」になる球が多すぎるというプロ野球選手会の抗議もあり、2015年に「0.4134を目標値とする」と改正、上下限は撤廃されると同時に、従来、納品後に行われていた抜取り検査を、納品前検査に切り替えた。